# 河原内村
河原内村（かわらうちむら）は、大分県大分郡にあった村。現在の大分市の一部にあたる。

## 地理
大野川支流・河原内川の中上流域に位置していた。
- 山岳：天面山[2]

## 歴史
- 1889年（明治22年）4月1日、町村制の施行により、大分郡河原内村が単独で村制施行し、河原内村が発足[1][2]。大字は編成せず[2]。
- 1907年（明治40年）4月1日、大分郡竹中村と合併し竹中村が存続して廃止された[1][2]。

### 地名の由来
河原内川に由来。

## 産業
- 農業